# Macrothemis flavescens
Macrothemis flavescens – gatunek ważki z rodziny ważkowatych (Libellulidae). Występuje na terenie Ameryki Południowej.